# Acantocitosi

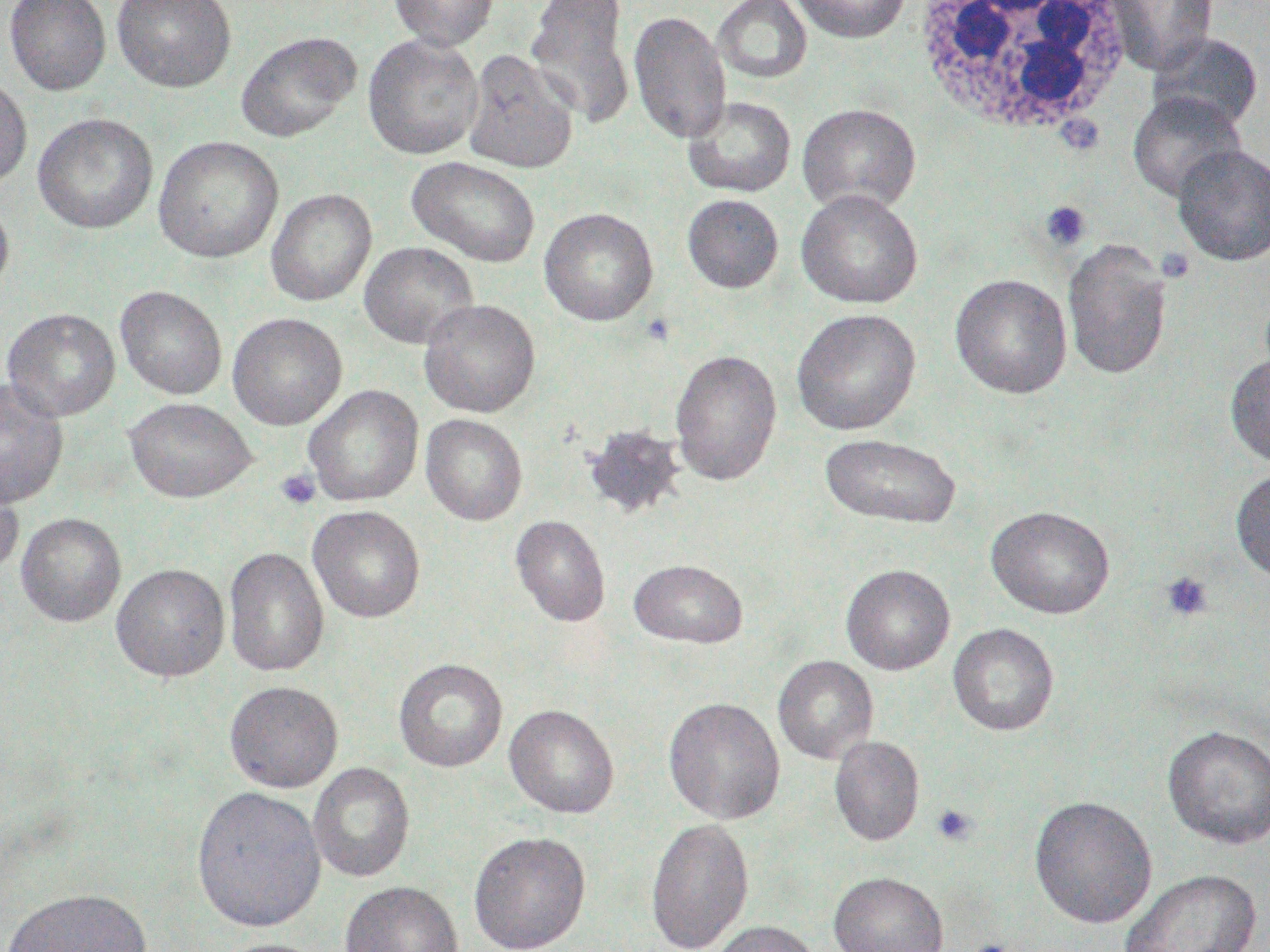
Acantòcit en forma d'esperó

L'acantocitosi (del grec akantha, espina i kytos, cèl·lula) és un trastorn dels glòbuls vermells caracteritzat perquè els eritròcits madurs presenten múltiples espines al seu voltant, llavors reben el nom específic d'acantòcits. Van ser descrits per primera vegada per Bassen i Kornzweig, que més tard donarien nom a la síndrome de Bassen Kornzweig o abetalipoproteinèmia, i els van observar en una nena que patia malabsorció de lípids, afectació del sistema nerviós i retinitis pigmentosa, resultat d'una manca congènita de lipoproteïna β. Aquests símptomes són alguns dels que es poden observar quan els acantòcits hi són presents. Els acantòcits també es veuen en alguns malalts anèmics amb cirrosi hepàtica i en aquest cas s'anomenen cèl·lules en esperó per la forma que tenen. És important no confondre els acantòcits amb els equinòcits, que no tenen la forma de les espines tan marcada, a més de diferències estructurals i funcionals molt significatives.

## Malalties causades per la presència d'acantòcits

### Abetalipoproteinèmia o síndrome de Bassen Kornzweig
Es tracta d'una malaltia hereditària autosòmica recessiva en què el 80 per cent dels eritròcits que circulen pel plasma sanguini són acantòcits. Normalment es presenta amb retard en el creixement dels nadons, a més de distensió abdominal, diarrea i/o esteatorrea durant els dos primers anys de vida. És un trastorn que afecta amb més freqüència als homes. En certs casos, la pràctica d'una estimulació cerebral profunda aconsegueix millorar la simptomatologia atàxica.
L'abetalipoproteinèmia és causada per un defecte en el gen que permet la producció de lipoproteïnes β del cos de manera que l'absorció de grassa per part de l'intestí està alterada com també la digestió de la majoria de vitamines essencials (A, E, D i K). Així, els nivells plasmàtics de triacilglicerols que són transportats juntament amb la proteïna β s'aproximen a zero.
En una persona que presenti la síndrome de Bassen Kornzweig el contingut de colesterol en els acantòcits és normal o està lleugerament per damunt dels nivells estàndards; el contingut de fosfolípids, per la seva part, és normal o està lleugerament per sota dels nivells adequats. Se sap que els eritròcits normals transferits a malalts amb acantocitosi es tornen morfològicament anormals. L'autohemòlisi i l'hemòlisi peroxidativa, estan augmentades. Aquest trencament de les cèl·lules sanguínies és corregible amb l'addició de vitamina E. Tot i això, aquest fet no altera el contingut en lípids o l'estructura dels acantòcits i demostra que és causat per una malabsorció.
El grau de destrucció eritrocitària està lleugerament augmentat en aquesta malaltia, ja que també s'observa un augment de rigidesa de la membrana del glòbul vermell. Aquest augment de rigidesa es deu a un augment relatiu de l'esfingomielina (lípid rígid) respecte a la lectina (lípid més líquid).
Alguns dels símptomes que s'observen són: dificultats de l'equilibri, curvatura de la columna vertebral (quasi sempre escoliosi), disminució de la visió que empitjora amb el temps, edema del disc òptic, retard en el desenvolupament, retard en el creixement durant la lactància, debilitat muscular, mala coordinació motora sobretot a partir dels deu anys, hipotiroïdisme subclínic, hipotonia, oftalmoplègia (paràlisi dels músculs oculars) amb atàxia, protrusió de l'abdomen, raquitisme, dificultat de la parla i anomalies fecals (deposicions greixoses de color pàl·lid, excrements escumosos i d'olor anormalment fètida). Moltes vegades està acompanyada també d'anèmia hemolítica.
Algunes proves que es poden fer per diagnosticar aquesta malaltia són exàmens de sang per lipoproteïna β, exàmens per buscar deficiències de vitamines liposolubles (A, D, E i K) i també estudis de colesterol, anàlisis de mostres fecals o proves de biologia molecular.
El tractament per a aquesta malaltia es basa en un canvi en l'alimentació, emprant fórmules nutricionals adequades a las característiques de cada cas, que redueixen el consum de greixos i aporten grans dosis de suplements de vitamines liposolubles. La determinació dels àcids grassos en el teixit adipós mitjançant biòpsies de budell prim és una eina útil per monitorar els resultats del tractament.

### Acantocitosi normolipidèmica
És un trastorn degut a un gen autosòmic recessiu. Els eritròcits tenen aspecte d'acantòcits. Els símptomes comprenen tot un seguit d'alteracions neuronals i atròfia muscular.
L'acantocitosis normolipidèmica és similar a l'abetalipoproteinèmia però els temps de vida mitjana dels eritròcits estan lleugerament disminuïts i no s'observen alteracions en el contingut de colesterol i fosfolípids del plasma.

### Síndrome de McLeod
És un trastorn multisistèmic lligat al cromosoma X amb alteració hematològica, neuromuscular i del sistema nerviós central, que pertany al grup de les anomenades neuroacantocitosis. El gen de la malaltia és recessiu i està implicat en la producció d'una proteïna específica a la superfície de la membrana dels glòbuls vermells, l'antigen Kell. La síndrome és present en menys d'una persona per cada 100,000 habitants aproximadament.
La síndrome de McLeod va ser descoberta el 1961 i se li va donar el nom del primer pacient diagnosticat de la malaltia, un estudiant de la Universitat Harvard el qual se li va observar que els seus glòbuls vermells expressaven poc l'antigen Kell durant una donació de sang rutinària. Quan es van observar en el microscopi, els eritròcits van resultar ser acantòcits.
Els pacients comencen a notar els símptomes al voltant dels 50 anys i l'avanç de la malaltia acostuma a ser lent i progressiu. Alguns símptomes comuns són la neurodegeneració, la neuropatia perifèrica, la miocardiopatia dilatada, la insuficiència cardíaca, la miopatia les alteracions del metabolisme cerebral i l'anèmia hemolítica. Tanmateix també es poden observar alteracions dels paràmetres polisomnografics, tics facials i moviments orals involuntaris.
La síndrome de McLeod és una de les poques malalties de tipus corèic en la qual l'acantocitosi pot ser detectada en un frotis de sang perifèrica. L'avaluació de la sang pot mostrar signes d'anèmia hemolítica. També es pot observar una elevada i persistent activitat de l'enzim creatina-cinasa.
No existeix cura per la síndrome de McLeod. Existeix un tractament que consisteix a disminuir els símptomes. La medicació per l'epilèpsia i pels problemes cardíacs i psiquiàtrics poden alleugerir la malaltia. L'esperança de vida dels malalts amb aquesta síndrome és de 21 anys a partir del diagnòstic.

### Hepatopaties
En alguns pacients amb malaltia hepatocel·lular greu s'han trobat cèl·lules en forma d'esperó, sobretot en pacients amb anèmia hemolítica acantocítica causada per una cirrosi d'origen alcohòlic i nens amb hepatitis neonatal. Se sap que la vida mitjana dels eritròcits de les persones que presenten aquesta malaltia és menor i, fins i tot, poden morir en només 6 dies (relativament poc comparat amb els eritròcits sans).
El contingut de fosfolípids total és normal però es presenta un contingut elevat de colesterol a la membrana. Tot i això, entre els fosfolípids el contingut d'esfingomielina és menor respecte al de lectina.
Igual que en l'abetalipoproteinèmia si es transfereixen eritròcits normals a un pacient d'hepatopatia es tornen morfològicament anormals.

### Corea acantocítica
És una malaltia hereditària rara causada per mutacions en el gen autosòmic recessiu que codifica les proteïnes estructurals dels glòbuls vermells, els quals tenen forma d'acantòcits. Pertany al grup de malalties anomenades neuroacantocitosis.
Des del punt de vista neuropatològic es caracteritza per gliosi astrocitària i important pèrdua neuronal en el nucli caudat. La corea acantocítica pot produir epilèpsia del lòbul temporal bilateral, disfàgia, cel·lulitis facial, parkinsonisme, neuropatia perifèrica axonal mixta, canvis de comportament problemàtics en malalts amb determinades mutacions, brots psicòtics, pèrdua de pes important per discinèsia orolingual, elevació del nivell hemàtic de creatina-cinasa, distonia, degeneració muscular i degradació neuronal cortical similar a la malaltia de Huntington. L'edat normal d'inici dels símptomes és al voltant dels 35 anys.
La malaltia és incurable i condueix inevitablement a la mort prematura. L'amantadina (un fàrmac dopaminèrgic), pot ser útil per controlar els moviments hipercinètics dels individus que pateixen aquest trastorn hereditari.